# Phénenna
Phénenna est un personnage biblique, seconde femme d'Elcana, père de Samuel. Elle est la rivale de Hannah (Anne).
Phénenna est l'épouse du Juif errant dans le Carnet de route du Juif errant, livre d'Alexandre Arnoux.
Phénenna est également fille de Nabuchodonosor.